# Frederik 2. af Slesvig-Holsten-Sønderborg-Glücksborg
Hertug Frederik til Slesvig-Holsten-Sønderborg-Glücksborg (tysk: Friedrich, Herzog zu Schleswig-Holstein-Sonderburg-Glücksburg; født 23. august 1891, død 10. februar 1965), også kendt som Vilhelm Frederik af Slesvig-Holsten, var en tysk prins, der var titulær hertug af Slesvig-Holsten-Sønderborg-Glücksborg fra 1934 til 1965.
Han var søn af hertug Frederik Ferdinand af Slesvig-Holsten-Sønderborg-Glücksborg og prinsesse Caroline Mathilde af Slesvig-Holsten-Sønderborg-Augustenborg.

## Biografi
Prins Frederik blev født den 23. august 1891 på Grønholt Slot i Sydslesvig som femte barn og eneste søn af hertug Frederik Ferdinand af Slesvig-Holsten-Sønderborg-Glücksborg i hans ægteskab med prinsesse Caroline Mathilde af Slesvig-Holsten-Sønderborg-Augustenborg. Frederik Ferdinands far, Hertug Frederik var død i 1885, og Frederik var dermed arveprins fra fødslen.
Faderen mistede dog sin titel, da monarkierne blev afskaffet i Tyskland ved Novemberrevolutionen i 1918. Uofficielt fortsatte brugen af hertugtitlen dog, også efter 1918. I 1931 blev faderen endvidere overhovede for det Oldenborgske hus og tronprætendent i Slesvig-Holsten, da den augustenborgske gren af fyrstehuset uddøde dette år.
Hertug Frederik Ferdinand døde den 21. januar 1934, hvorefter Frederik blev familieoverhovede.
Hertug Frederik døde som 73-årig den 10. februar 1965 i Coburg i Bayern. Han blev efterfulgt som familieoverhovede af sin ældste overlevende søn, Prins Peter.

## Ægteskab og børn
Prins Frederik giftede sig den 5. februar 1916 i Coburg med Prinsesse Marie Melita af Hohenlohe-Langenburg, der var datter af Fyrst Ernst 2. af Hohenlohe-Langenburg og dennes hustru Prinsesse Alexandra af Sachsen-Coburg og Gotha).
Frederik og Marie Melita fik fire børn:
- Hans Albrecht (1917-1944), arveprins af Slesvig-Holsten-Sønderborg-Glücksborg fra 1934 til 1944.
- Vilhelm Alfred Ferdinand (1919-1926), prins af Slesvig-Holsten-Sønderborg-Glücksborg
- Frederik Ernst Peter (1922-1980), titulær hertug af Slesvig-Holsten fra 1965 til 1980.
- Marie Alexandra (1927-2000), prinsesse af Slesvig-Holsten-Sønderborg-Glücksborg

## Titler
- 1891 – 1931: Hans Højhed Arveprinsen af Slesvig-Holsten-Sønderborg-Glücksborg
- 1931 – 1934: Hans Højhed Arveprinsen af Slesvig-Holsten
- 1934 – 1965: Hans Højhed Hertugen af Slesvig-Holsten